# 十三粍手動銃
十三粍手動銃（じゅうさんミリメートルしゅどうじゅう）とは昭和10年(1935年)に大日本帝国陸軍が試作した対戦車ライフルである。弾薬は九二式車載十三粍機関砲のものを用いた。弾丸は直径13.2 mm。2門のみ完成した後、威力不足のため開発を中止した。携行可能な対戦車兵器としては口径20 mmの九七式自動砲が制式化された。

## 開発経緯
開発の提案は陸軍技術本部による。戦前の日本陸軍歩兵部隊の対戦車兵器は20 mm機関砲や37 mm砲を備えたが、素早く出現する敵戦車に対応できるほどの機動力はなかった。このため歩兵が携行できる対戦車兵器が必要であった。軽量で運動軽快な対戦車兵器として口径13 mmの銃と20 mmの砲が部案に上がり、昭和10年6月に研究が開始された。8月に設計を開始し12月に試製十三粍手動銃が2門、名古屋工廠に試製発注された。
開発時の構想としては重量が弾倉を除いて12 kg以内、全長が1500 mm以内、銃身長70口径で900 mmとされた。弾丸初速は700 m/s。構造はおおよそ三八式歩兵銃と類似する。ただし、反動を緩和するために銃身が揺架上を100 mm後座し、復座ばねが圧縮されながら反動を受け止める。肩当射撃ができるよう銃床が付き、伏射のために揺架の前端部分に二本の前脚が付く。銃床には後脚がひとつ付けられた。作動は手動で弾薬を装填し、抜き出す。銃は分解せずに一名で携行できた。弾倉は5発入りか10発入りの箱型弾倉を使う。弾薬は13.2 mm弾で、九二式車載重機関砲と共用である。貫通威力は射程200 m以内で20 mm鋼板を貫通、500 m以内で15 mm鋼板を貫通する。。
昭和11年3月、第一次試製品が完成。手動銃、自動砲とも富津射場にて第一次試験を実施し射撃機能と命中精度はおおむね要求を達成した。試製品には操用の点に改修が施され、昭和12年1月に試験を実施した。この時点で威力の点が不満であったために十三粍手動銃は開発中止が決定された。